# Kościół Nawiedzenia Najświętszej Maryi Panny w Kaliszu
Kościół rektoralny Nawiedzenia Najświętszej Maryi Panny w Kaliszu – kościół rektorski należący dawniej do zakonu bernardynów, obecnie do jezuitów. Mieści się na początku ulicy Stawiszyńskiej w Kaliszu.
Świątynia późnorenesansowa, wzniesiona 1592-1622 z fundacji arcybiskupa Stanisława Karnkowskiego. Budowla jednonawowa z wyposażeniem późnobarokowym i rokokowym z XVIII wieku. Na sklepieniu i ścianach polichromia rokokowa z 3 ćwierci XVIII wieku pędzla ks. W. Żebrowskiego, bernardyna. W nawie po lewej epitafium na blasze Aleksandra Łubieńskiego, sędziego kaliskiego (zmarłego 1735) i dwóch jego żon – Antoniny Wężykówny (zmarłej 1729) i Marianny z Radomickich (zmarłej 1738). W ołtarzu obraz św. Antoniego malowany na tle Poznania, S. Ratajski 1658.
Kościół funkcjonuje jako Sanktuarium Serca Jezusa Miłosiernego, z uwagi na znajdujący się w nim obraz Jezusa Miłosiernego namalowany według wskazówek ks. Sopoćko, autorstwa prof. Ludomira Sleńdzińskiego.

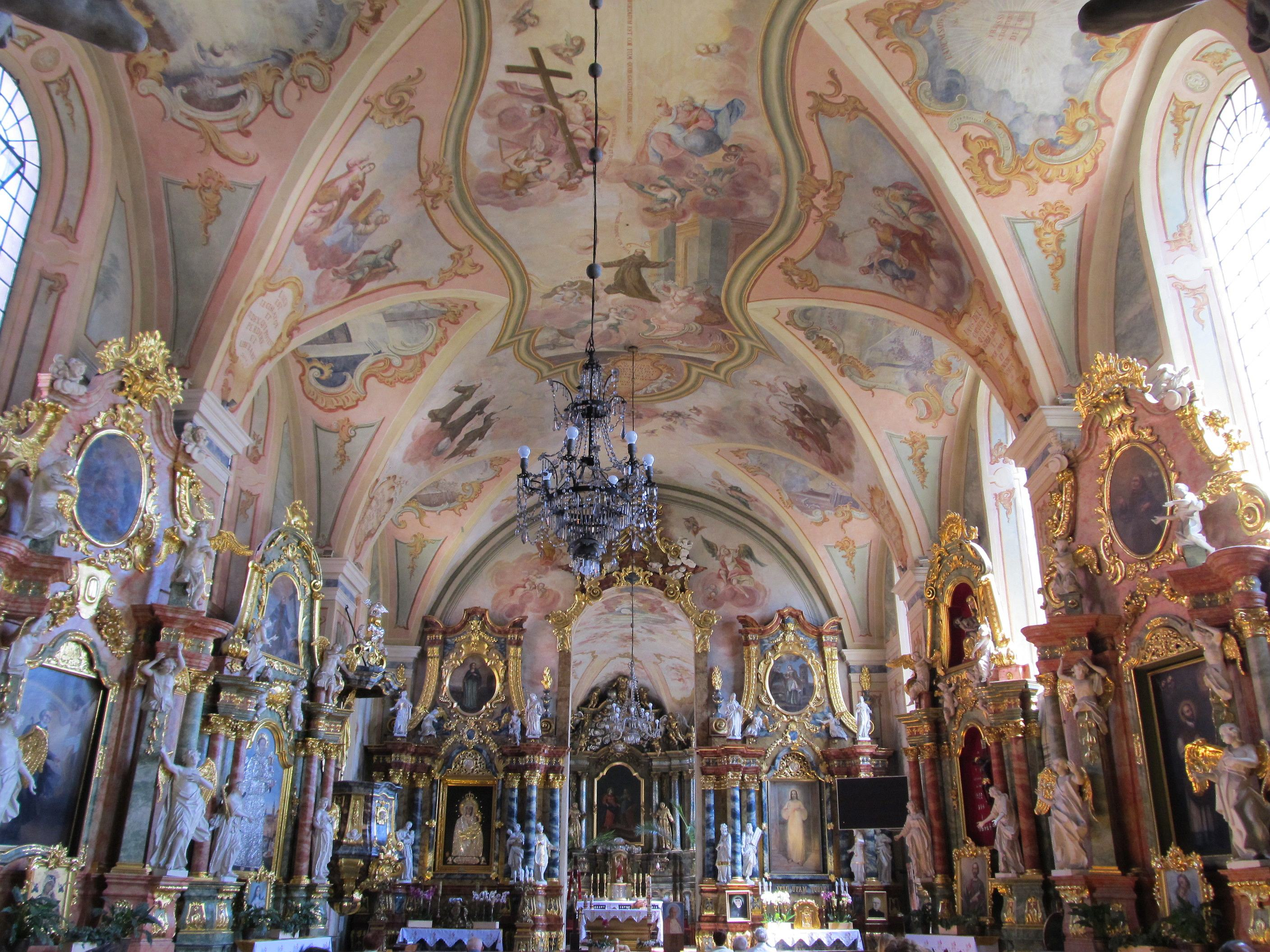
Wnętrze świątyni
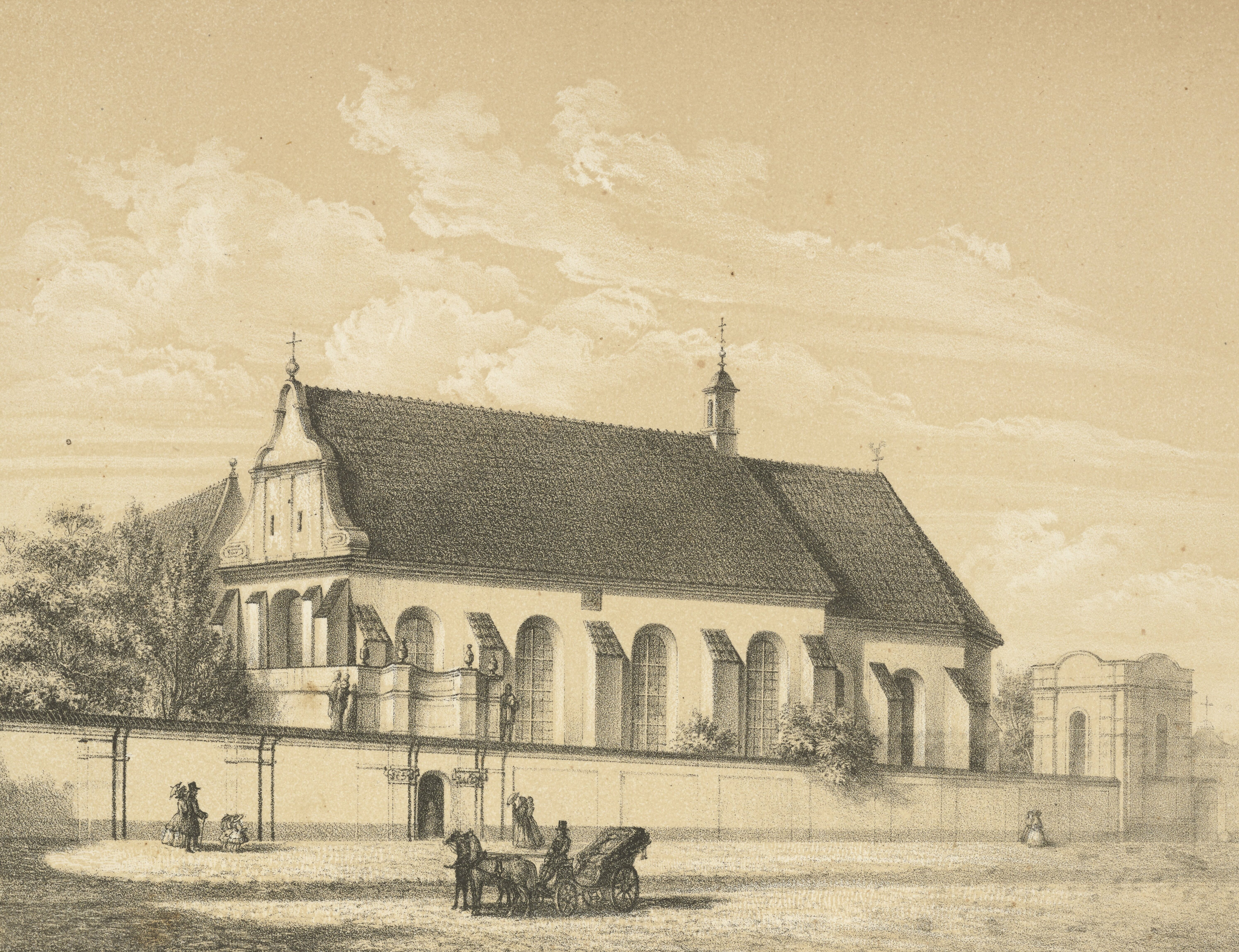
Widok kościoła przed 1858